# استیو براون (بازیکن فوتبال، زاده ۱۹۶۶)
استیو براون (انگلیسی: Steve Brown؛ زادهٔ ۶ ژوئیهٔ ۱۹۶۶) ورزشکار فوتبال اهل بریتانیا است.
از باشگاه‌هایی که در آن بازی کرده‌است می‌توان به باشگاه فوتبال نورث‌همپتون تاون، باشگاه فوتبال وایکام واندررز، و باشگاه فوتبال نورث‌همپتون تاون اشاره کرد.